# Botador das almas
O botador das almas é uma pessoa com a função de "botar as almas". Este era um ritual, ligado ao culto dos mortos, que tinha lugar durante a noite, comum em quase todas as freguesias de Portugal.
"Já noite entrada, o «botador das almas» ia pela en-
costa das montanhas a tocar campainha, e, na direcção dos
povoados, trepava ao cume dos penedos, ou ao alto das arvo-
res, e, em alta voz, compassada e plangente, exhortava :
«Irmãos, rezai um Padre Nosso e uma Avé Maria pelas almas que es-
tão nas penas do fogo do Purgatório».
Nas caliginosas noites de inverno, em vez de campainha,
levava o «botador das almas» uma lumieira."